# Francesco Munzi
Francesco Munzi (Roma, 1º settembre 1969) è un regista e sceneggiatore italiano.

## Biografia
Laureato in Scienze Politiche, nel 1998 si diploma in regia al Centro sperimentale di cinematografia. Esordisce nella regia di un lungometraggio nel 2004 con Saimir. Il film, presentato nella sezione Orizzonti della Mostra del cinema di Venezia, dove riceve la menzione speciale del Premio Luigi De Laurentiis Opera Prima, raccoglie ampio consenso critico, ottiene cinque candidature ai Nastri d'argento 2006, due ai David di Donatello 2006 e viene nominato all'European Film Awards per la miglior rivelazione - Prix Fassbinder. Munzi vince il Nastro d'argento al miglior regista esordiente ed è candidato all'analogo David di Donatello.
Nel 2008 realizza il suo secondo film, Il resto della notte, presentato nella Quinzaine des Réalisateurs del Festival di Cannes. Nel 2014 presenta in concorso alla 71ª Mostra internazionale d'arte cinematografica di Venezia il film Anime nere ispirato dell'omonimo romanzo di Gioacchino Criaco. Il film è stato accolto con tredici minuti di applausi e ricevendo recensioni entusiastiche sia dalla critica italiana sia da quella internazionale. Nel maggio 2015 il film riceve sedici candidature ai David di Donatello 2015, compreso miglior film, regista e sceneggiatura, vincendone 9.

## Filmografia

### Cortometraggi
- Valse (1992)
- Tre del mattino (1994)
- Nastassia (1996)
- L'età incerta (1998)
- Giacomo e Luo Ma (1999)

### Documentari
- Van Gogh (1990)
- La disfatta (1994)
- Il neorealismo. Letteratura e cinema (1999)
- Assalto al cielo (2016)[6][7]
- Futura (2021)
- Kripton (2024)

### Lungometraggi
- Saimir (2004)
- Il resto della notte (2008)
- Anime nere (2014)

### Serie televisive
- Il miracolo - serie TV (2018)

## Riconoscimenti
- David di Donatello
  - 2015 – Miglior film per Anime nere
  - 2015 – Miglior regista per Anime nere
  - 2015 – Migliore sceneggiatura per Anime nere
- Nastro d'argento
  - 2006 – Miglior regista esordiente per Saimir
  - 2015 – Migliore sceneggiatura per Anime nere (2015)
- Efebo d'oro
  - 2014 – Miglior film per Anime nere